# Leptophion alleni
Leptophion alleni là một loài tò vò trong họ Ichneumonidae.